# Podnoszenie ciężarów na Letnich Igrzyskach Olimpijskich 1968 – waga lekka mężczyzn
Rywalizacja w wadze do 67,5 kg mężczyzn w podnoszeniu ciężarów na Letnich Igrzyskach Olimpijskich 1968 odbyła się 15 października 1968 roku w hali Teatro de los Insurgentes. W rywalizacji wystartowało 20 zawodników z 17 krajów. Tytuł sprzed czterech lat obronił Polak Waldemar Baszanowski. Srebrny medal wywalczył Irańczyk Parwiz Dżalajer, a trzecie miejsce zajął kolejny Polak - Marian Zieliński.

## Wyniki
| Pozycja | Zawodnik             | Reprezentacja      | Waga | Wyciskanie | Wyciskanie | Wyciskanie | Rwanie | Rwanie | Rwanie | Podrzut | Podrzut | Podrzut | Wynik |
| Pozycja | Zawodnik             | Reprezentacja      | Waga | 1          | 2          | 3          | 1      | 2      | 3      | 1       | 2       | 3       | Wynik |
| ------- | -------------------- | ------------------ | ---- | ---------- | ---------- | ---------- | ------ | ------ | ------ | ------- | ------- | ------- | ----- |
| 1. !    | Waldemar Baszanowski | Polska             | 67,4 | 130,0      | 135,0      | 140,0      | 130,0  | 135,0  | 135,0  | 162,5   | 167,5   | 172,5   | 437,5 |
| 2. !    | Parwiz Dżalajer      | Iran               | 67,5 | 120,0      | 125,0      | 127,5      | 127,5  | 127,5  | 132,5  | 165,0   | 165,0   | 170,0   | 422,5 |
| 3. !    | Marian Zieliński     | Polska             | 67,0 | 135,0      | 135,0      | 135,0      | 120,0  | 120,0  | 125,0  | 155,0   | 160,0   | 160,0   | 420,0 |
| 4       | Nobuyuki Hatta       | Japonia            | 67,5 | 130,0      | 135,0      | 137,5      | 120,0  | 125,0  | 127,5  | 155,0   | 160,0   | 160,0   | 417,5 |
| 5       | Won Sin-hui          | Korea Południowa   | 66,9 | 127,5      | 127,5      | 130,0      | 120,0  | 125,0  | 125,0  | 157,5   | 162,5   | 167,5   | 415,0 |
| 6       | János Bagócs         | Węgry              | 66,9 | 125,0      | 130,0      | 132,5      | 117,5  | 122,5  | 122,5  | 157,5   | 162,5   | 162,5   | 412,5 |
| 7       | Takeo Kimura         | Japonia            | 67,5 | 125,0      | 130,0      | 130,0      | 115,0  | 120,0  | 125,0  | 160,0   | 170,0   | 170,0   | 405,0 |
| 8       | Kostadin Tilew       | Bułgaria           | 66,5 | 132,5      | 137,5      | 137,5      | 115,0  | 120,0  | 120,0  | 150,0   | 150,0   | 157,5   | 397,5 |
| 9       | Ondrej Hekel         | Czechosłowacja     | 66,7 | 120,0      | 125,0      | 125,0      | 120,0  | 125,0  | 125,0  | 145,0   | 150,0   | 157,5   | 390,0 |
| 10      | Uwe Kliche           | RFN                | 67,0 | 122,5      | 122,5      | 127,5      | 110,0  | 115,0  | 117,5  | 145,0   | 152,5   | 155,0   | 390,0 |
| 11      | Zuhair Elia Mansur   | Irak               | 67,5 | 112,5      | 117,5      | 122,5      | 105,0  | 110,0  | 115,0  | 142,5   | 150,0   | 155,0   | 387,5 |
| 12      | Riłko Florow         | Bułgaria           | 66,9 | 117,5      | 122,5      | 122,5      | 120,0  | 125,0  | 125,0  | 147,5   | 152,5   | 152,5   | 385,0 |
| 13      | Anselmo Silvino      | Włochy             | 67,2 | 112,5      | 117,5      | 120,0      | 117,5  | 117,5  | 122,5  | 145,0   | 150,0   | 150,0   | 385,0 |
| 14      | Mohamed Tarabulsi    | Liban              | 67,1 | 107,5      | 107,5      | 112,5      | 115,0  | 120,0  | 120,0  | 140,0   | 145,0   | 150,0   | 377,5 |
| 15      | Mauro Alanís         | Meksyk             | 66,4 | 102,5      | 107,5      | 110,0      | 100,0  | 105,0  | 107,5  | 145,0   | 145,0   | 150,0   | 360,0 |
| 16      | Hugo Gittens         | Trynidad i Tobago  | 67,5 | 112,5      | 120,0      | 120,0      | 102,5  | 102,5  | 102,5  | 137,5   | 137,5   | 142,5   | 360,0 |
| 17      | Chen Chia-Nan        | Republika Chińska  | 67,3 | 95,0       | 105,0      | 110,0      | 107,5  | 115,0  | 117,5  | 135,0   | 142,5   | 147,5   | 355,0 |
| 18      | Eun Tin Loy          | Malezja            | 66,2 | 100,0      | 105,0      | 110,0      | 95,0   | 100,0  | 102,5  | 137,5   | 142,5   | 145,0   | 347,5 |
| 19      | Mario Mendoza        | Honduras Brytyjski | 65,5 | 82,5       | 87,5       | 87,5       | 82,5   | 87,5   | 92,5   | 110,0   | 117,5   | 117,5   | 280,0 |
| -       | Valerio Fontanals    | Salwador           | 67,5 | 90,0       | 90,0       | 95,0       | 87,5   | 92,5   | 95,0   | DNF     | DNF     | DNF     | 185,0 |